# 石田建昭
石田 建昭（いしだ たてあき、1946年1月2日 - ）は日本の実業家。東海東京フィナンシャル・ホールディングス代表取締役社長、東海東京証券代表取締役会長。元中部経済同友会代表幹事。

## 人物・経歴
北海道函館市で船員の子として生まれる。北海道函館中部高等学校を経て、1968年小樽商科大学商学部卒業、東海銀行（現三菱UFJ銀行）入行、内田橋支店配属。1980年加州東海銀行出向。1987年国際財務開発室長。1992年欧州東海銀行頭取。1994年東海銀行取締役。1996年東海銀行常務取締役。1998年東海投信投資顧問取締役社長。2001年欧州東海銀行会長。2002年UFJインターナショナル会長。2003年UFJインターナショナル社長。
2004年東海東京証券（現東海東京フィナンシャル・ホールディングス）代表取締役副社長。2005年東海東京証券代表取締役社長。2006年東海東京証券代表取締役社長・最高経営責任者。2009年東海東京フィナンシャル・ホールディングス代表取締役社長、東海東京証券株式会社代表取締役会長・最高経営責任者CEO。二大証券会社やネット証券とは異なる第三極を目指してリテール依存からの脱却を進め、地方銀行との提携やシステム拡充などを行った。2012年中部経済同友会代表幹事。2017年秋の叙勲で旭日中綬章受章。名古屋証券取引所取締役なども務めた。